# Liebersbronn
Liebersbronn ist ein Stadtteil von Esslingen am Neckar. Er liegt im Nordosten der Stadt zwischen Wiflingshausen im Norden und Hegensberg und Kimmichsweiler im Süden und wird durch die Römerstraße (K 1213) geteilt. Besiedelt ist der südliche Teil, der an einem Abhang liegt; der nördliche Teil gehört zum Schurwald.

## Geschichte
Bodenfunde am Südwesthang der Braunhalde, die 1924 entdeckt wurden, weisen auf Besiedlung in römischer Zeit hin. Etwa 800 Meter südlich dieser Spuren eines römischen Gebäudes befindet sich eine keltische Viereckschanze. 200 bis 250 Meter nordwestlich der Viereckschanze befinden sich fünf vorgeschichtliche Grabhügel, von denen nur einer 1922 untersucht wurde. Ein jungsteinzeitliches Siedlungsareal und bronzezeitliche Grabhügel wurden 1939 am Roten Kreuz und im Saisleshau entdeckt.
Eine erste Ansiedlung soll sich im 9. oder 10. Jahrhundert bei einer Quelle namens „Luitpertsbrunnen“ befunden haben, diese Annahme lässt sich jedoch historisch nicht belegen. Das Kloster Zwiefalten bekam vor 1138 vom Kloster St. Peter im Schwarzwald einen Mansus in „Liubirisbrunnen“. Dionysius Dreytwein erzählt in seiner Reimchronik, die Franziskaner hätten vor der Übersiedlung nach Esslingen im Jahr 1237 oberhalb des Zimmerbachs bei Liebersbronn gelebt. Diese Theorie wurde aus dem Flurnamen „Mönchelen“ abgeleitet. In der volkstümlichen Überlieferung wird das Haus Nr. 92 in der Neuen Straße als Sitz des Klosters angesehen. Für alle diese Vorstellungen fehlen jedoch verlässliche Belege.
Die ersten urkundlichen Belege stammen aus dem 13. Jahrhundert. Propst Hugo und das Kapitel vom Stift Denkendorf verkauften 1284 den Zins aus einem Hof bei „Luibersbrunne“ an das Kloster Sirnau. Für dasselbe Jahr ist ein Gültverkauf des Klosters Sirnau von Gütern in „Luperthesbrunnen“ belegt. 1343 wurde das ehemalige Reichslehen Liebersbronn ein Filial von Esslingen; für die Einwohner waren die Pfarreien der Esslinger Frauenkirche und der Kirche in St. Bernhardt zuständig. 
Die älteste Urkunde, die Aufschluss über den Gebäudebestand in Liebersbronn gibt, stammt aus dem Jahr 1474. Es handelt sich um ein Lagerbuch des Klosters Sirnau, in dem vier Häuser erwähnt werden. Das Kandlersche Häuseranschlagsprotokoll aus dem 18. Jahrhundert gibt 41 Gebäude an. Neben Wohnhäusern, die meist mit Scheune und Hausgarten versehen waren, werden hier eine Kelter, das „Viertelhäusle“ (zur Abgabe des Gefällweins) und das Forsthaus in der Römerstraße 2 erwähnt. 
Im Jahr 1803 wurde Liebersbronn mit Wiflingshausen und Kennenburg zu einem Unterschultheißenamt von Esslingen zusammengefasst. Schulpflichtige Kinder mussten den Weg nach Esslingen zurücklegen, bis 1849 in der Ortsmitte eine Schule errichtet wurde. Hatte Liebersbronn im Jahr 1813 noch 268 Einwohner, so waren es um 1900 etwas mehr als 400 und im Jahr 1927 waren es 437. Der Bau der Siedlung „Schönblick“, der 1934 vollendet war, führte zu einem Bevölkerungszuwachs.
Der Architekt Albert Brinzinger stiftete Material für den Bau eines Kinderheims in Liebersbronn; außerdem kamen durch eine weitere Stiftung Brinzingers im Jahr 1918 das Jägerhausareal und das Gasthaus Zu den drei Linden in städtischen Besitz.

## Verbindung mit anderen Stadtteilen
Seit dem 14. Jahrhundert war Liebersbronn mit Esslingen durch die Pfauenbergsteige verbunden. Nachdem das Verkehrsaufkommen gegen Ende des 19. Jahrhunderts anstieg, weil z. B. Latrinenwagen aus der Stadt zur Braunhalde fuhren und andererseits Holzfuhrwerke aus Liebersbronn nach Esslingen fuhren, wurden im Jahr 1884 in Liebersbronn die Neue Straße und in Hegensberg die Esslinger Straße angelegt. Die Liebersbronner Straße wurde 1913 als Verbindungsstück trassiert. Liebersbronn und Hegensberg wuchsen im 20. Jahrhundert zusammen. So wurde etwa ein gemeinsamer Friedhof auf Hegensberger Gebiet angelegt; 1925 wurde eine gemeinsame Kirchengemeinde gegründet, deren Kirche 1927 geweiht wurde. In den Jahren 1957 bis 1959 wurde eine neue Kirche auf Liebersbronner Gebiet errichtet; die alte Kirche wurde zum Gemeindezentrum umfunktioniert. 1950 wurde auch eine neue Schule gebaut, die in den Jahren 1978/79 ausgebaut wurde. Sie wird gemeinsam mit dem Stadtteil Hegensberg genutzt. Starker Bevölkerungszuwachs und größere Auslastung der Verkehrswege führten dazu, dass die Liebersbronner Straße verlegt werden musste und viele alte Häuser entlang der Neuen Straße abgerissen und durch weiter nach hinten versetzte Neubauten ersetzt wurden. 

## Sehenswürdigkeiten
- Villa Zenneck/Eberspächer

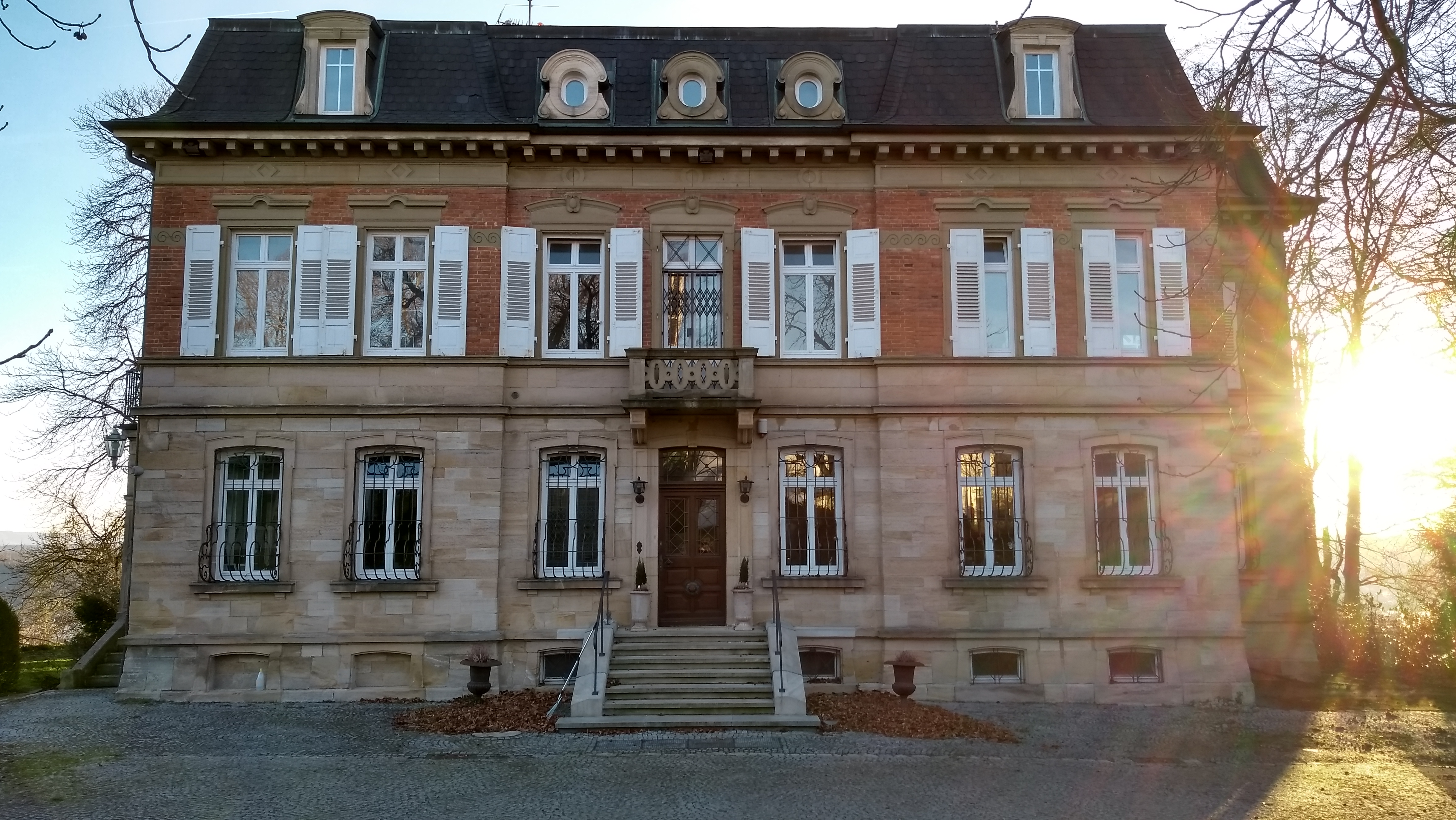
Villa Zenneck

Die Villa wurde 1871 im Stil eines Renaissanceschlösschens nach Plänen des Waiblinger Architekten Waelde errichtet. Bauherr war der Stuttgarter Fabrikant Julius Zenneck. 1916 ging die Villa in den Besitz der Familie Eberspächer über. Die Villa besitzt einen Park mit Brunnen und Torhäusern für den Pförtner und den Gärtner. In den 1920er Jahren wurde ein Wintergarten hinzugefügt, der in den 1950er Jahren verändert wurde. 1981 wurden eine bemalte Decke im ersten Stock sowie ein Parkettfußboden restauriert. Die Villa hat die Adresse Im Gehren 1.
- Alte Schule

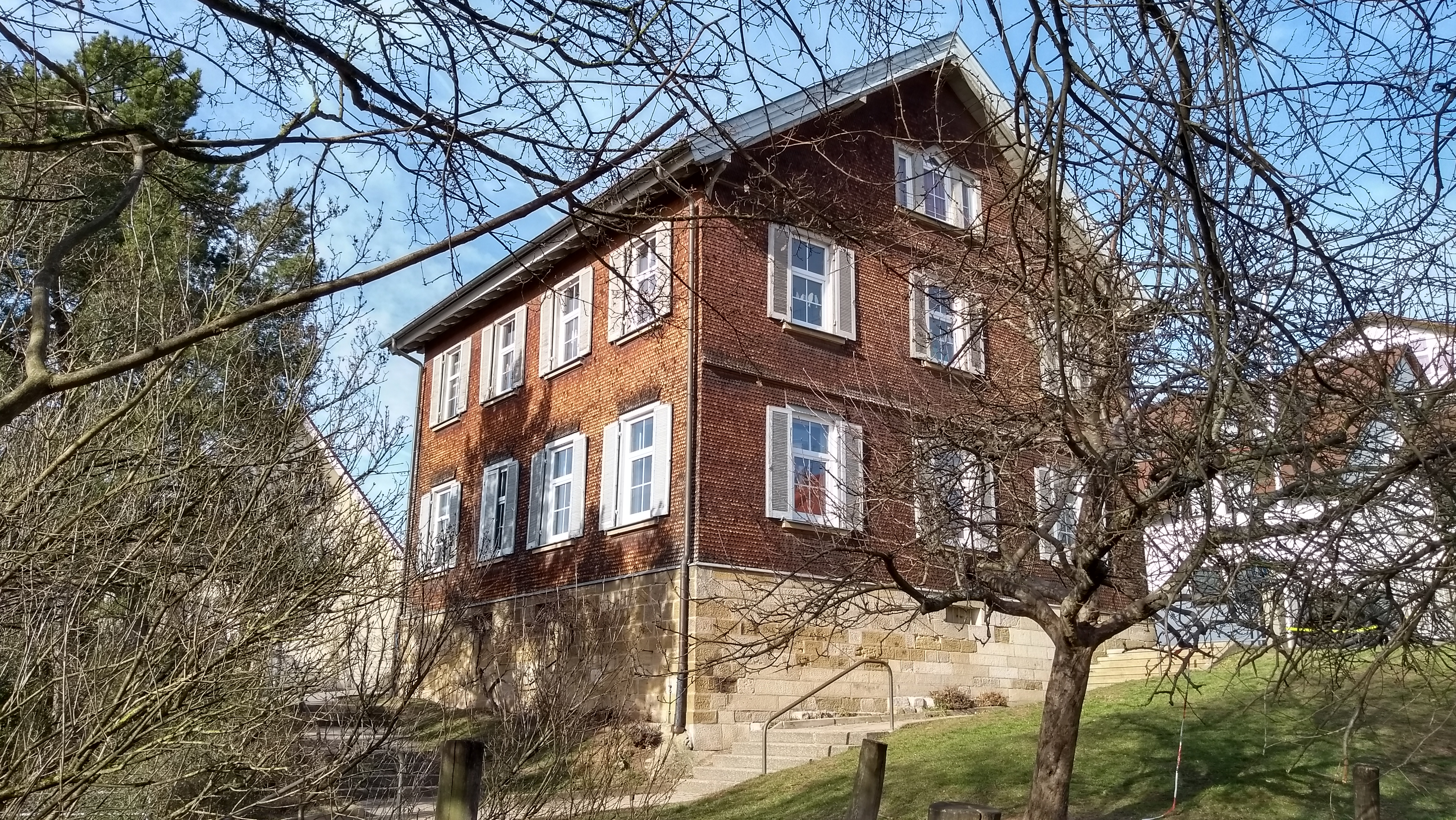
Alte Schule

Die Alte Schule Im Gehren 3/1 ist ein holzverschindelter Bau aus dem Jahr 1848 mit einem Gewölbekeller. Im Erdgeschoss befanden sich zwei Schulräume, im Obergeschoss die Lehrerwohnung. Ein bauzeitlicher Kamin in einem der Klassenzimmer sowie die originalen Türen, Fußböden und Stuckdecken sind erhalten geblieben. Das Gebäude wird als Freizeit- und Vereinshaus genutzt. Im Dachgeschoss befindet sich das Ortsteilmuseum, die Heimatstube vom Berg, mit zahlreichen Exponaten der letzten 200 Jahre. 
- Pfauenbergsteige

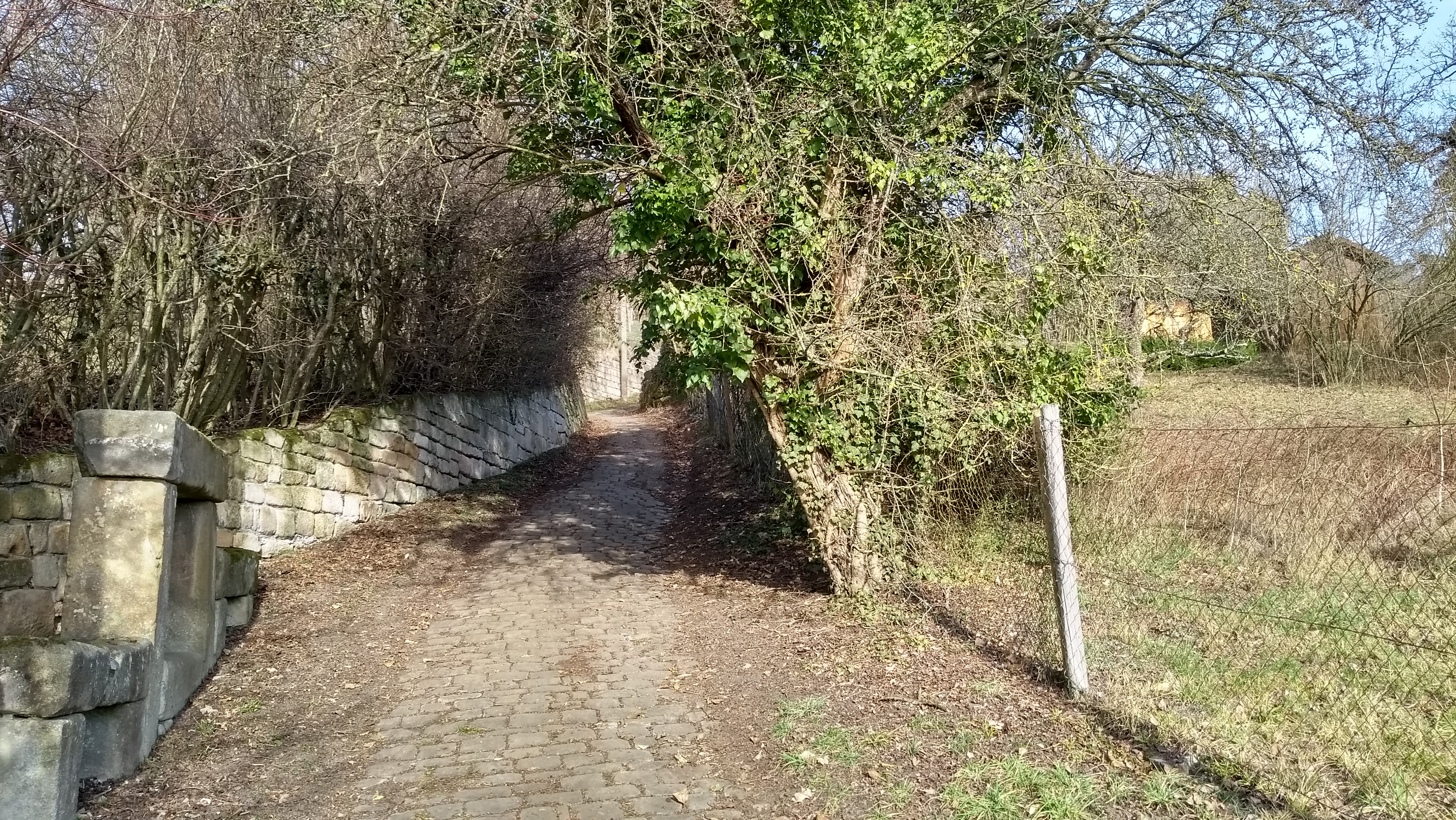
Pfauenbergsteige mit Ruhbank

Die Pfauenbergsteige wurde nach der Familie Pfau aus Pfauhausen benannt. Erhalten geblieben ist zum Teil die alte Pflasterung und eine Ruhbank. Die Pfauenbergsteige wird von Terrassenmauern mit Treppenaufgängen gesäumt, die noch vom Weinbau zeugen, der einst hier betrieben wurde.
- Ruhbank

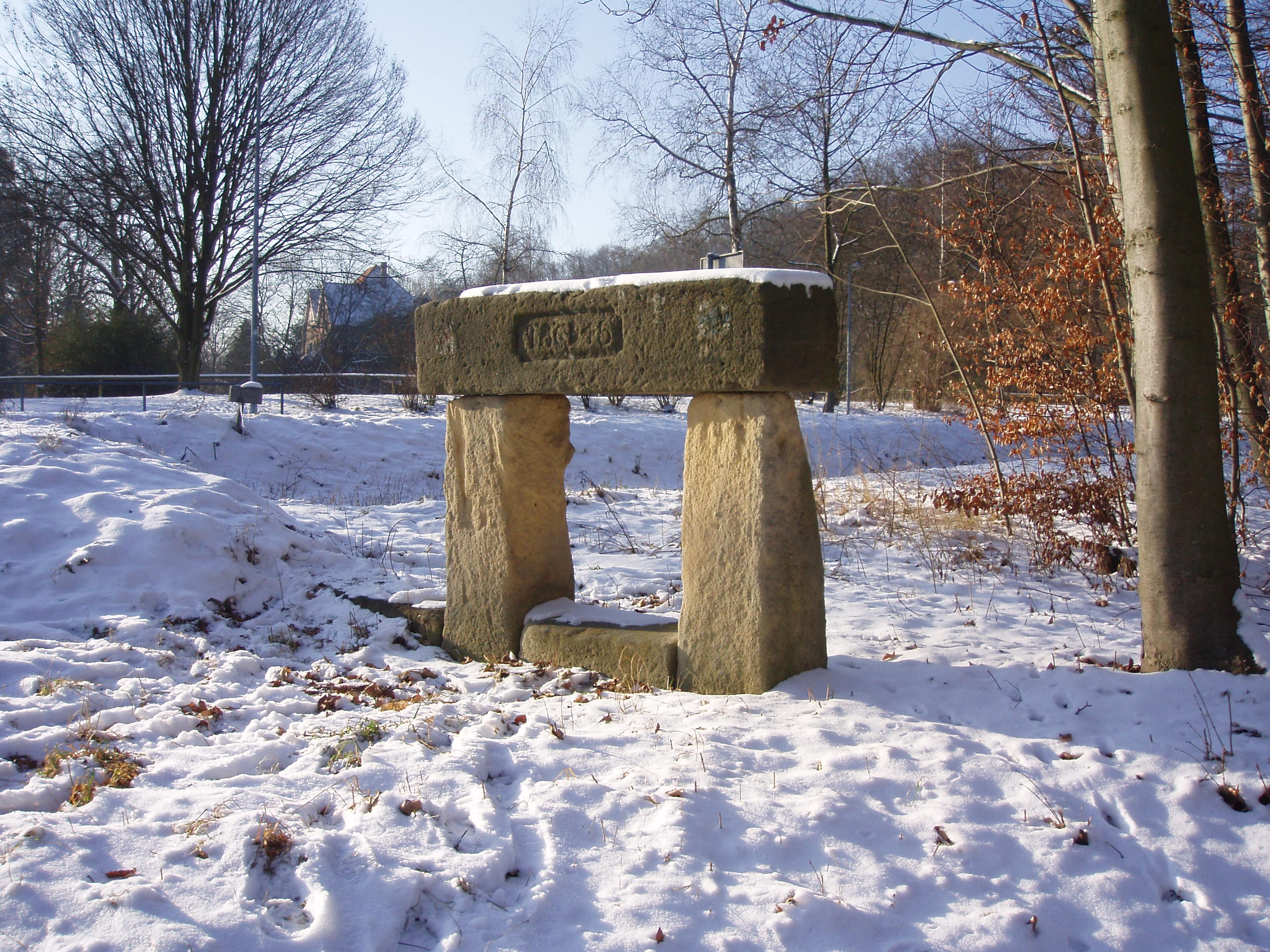
Ruhbank von 1846

Eine weitere Ruhbank steht an der Einmündung der Neuen in die Römerstraße. Sie stammt aus dem Jahr 1846 und belegt, dass die Römerstraße schon früh ein wichtiger Verkehrsweg war. Im 18. Jahrhundert wurde die Römerstraße, die auch Rennweg oder Weinstraße genannt wurde, als Transportweg für Wein aus dem unteren Remstal ausgebaut.1915 erhielt sie die erste Pflasterung.
- Gasthaus Zu den drei Linden/Jägerhaus

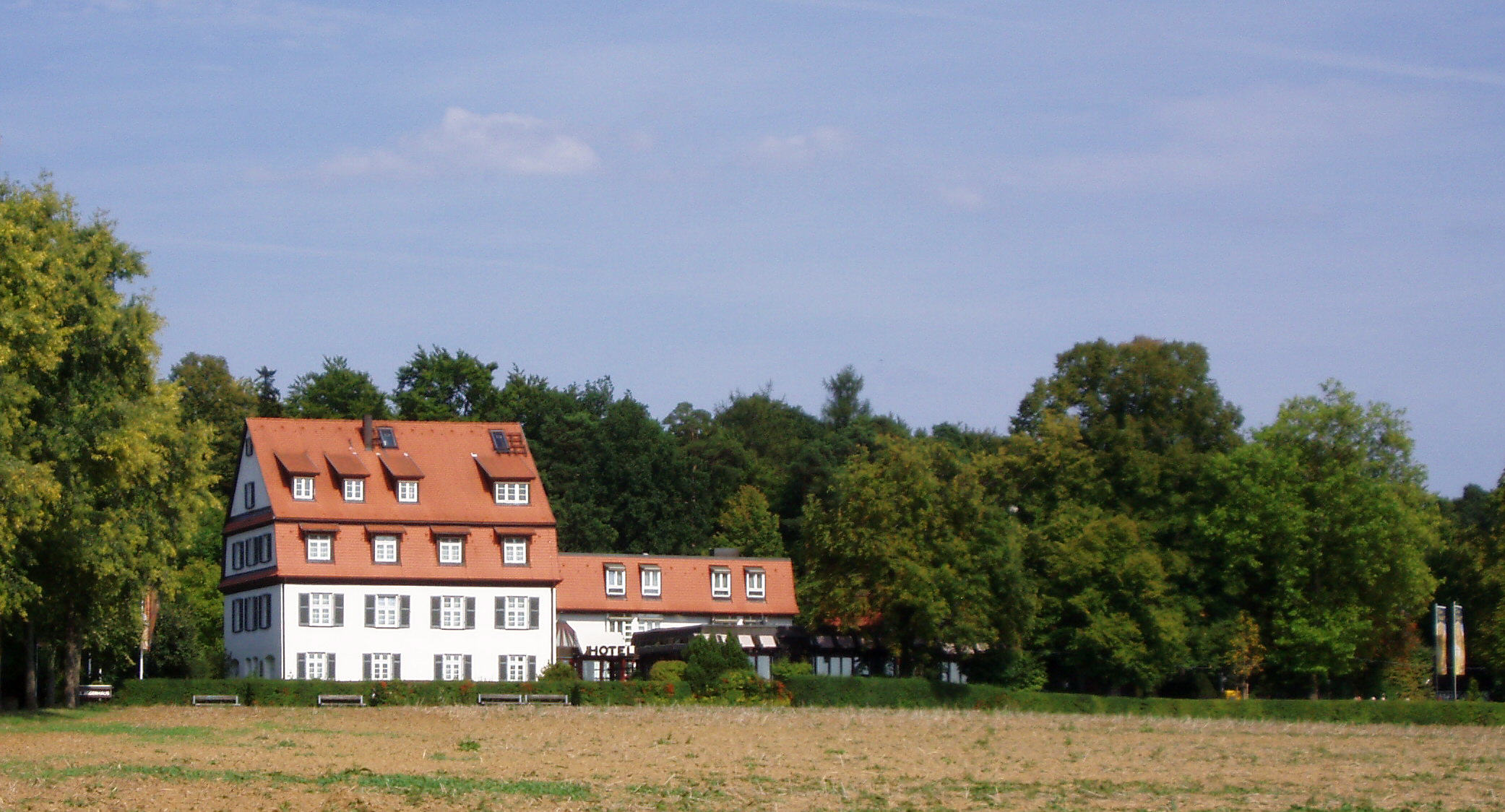
Altes Jägerhaus (links)

Das Gasthaus in der Römerstraße 1 wurde 1899 nach Entwürfen Albert Brinzingers gebaut. Der Fachwerkbau mit vorgesetzten gemauerten Rundtürmen wurde bald zum beliebten Ausflugsziel. Der Verein für Fremdenverkehr unterhielt um 1900 in der Nachbarschaft eine Rodelhütte mit Rodelbahn. Das Gebäude wurde mit dem alten Jägerhaus zu einem Gaststätten- und Hotelkomplex verbunden.
- Altes Jägerhaus

Das alte Jägerhaus in der Römerstraße 2 wurde 1750 von der Reichsstadt Esslingen errichtet und ersetzte eine Holzwarthütte aus dem Jahr 1729. Bis 1969 diente der Putzbau mit Mansardgiebeldach auf einem Quadersteinsockel als Amts- und Wachstation des Waldförsters. Danach wurden in dem Haus Waldarbeiter untergebracht. 1980 drohte der Abbruch, doch ab 1981 wurde das alte Jägerhaus, in dessen Innerem ein barockes Treppenhaus erhalten geblieben ist, mit dem Nachbargebäude zur Hotelanlage verbunden.